# Шахап
Шахап (вірм. Շաղափ) — село в марзі Арарат, у центрі Вірменії. Село розташоване за 27 км на північний схід від міста Арарат, за 8 км на південний схід від села Урцадзор, за 7 км на захід від села Ланджаніст та за 9 км на північний захід від села Лусашох.